# Allometopon punctulatum
Allometopon punctulatum är en tvåvingeart som beskrevs av Mitsuhiro Sasakawa 1993. Allometopon punctulatum ingår i släktet Allometopon och familjen träflugor.
Artens utbredningsområde är Sarawak. Inga underarter finns listade i Catalogue of Life.